# 213 a.C.
Il 213 a.C. (CCXIII a.C. in numeri romani) è un anno  del III secolo a.C.

## Eventi
- Qin Shi Huang imperatore della Cina ordina la distruzione di tutti gli scritti confuciani.
- Seconda guerra punica: Marco Claudio Marcello inizia l'assedio di Siracusa

## Nati
- Perseo di Macedonia, sovrano macedone antico († 166 a.C.)

## Morti
- Acheo, sovrano
- Lucio Cornelio Lentulo Caudino, politico romano
- Publio Furio Filo, politico romano
- Gaio Papirio Masone, romano
- Arato di Sicione, politico, militare e storico greco antico (n. 271 a.C.)